# Domingo Terán de los Ríos
Domingo Terán de los Ríos fue un gobernador de la provincia de Coahuila, y al mismo tiempo el primer gobernador de Texas de 1691 a 1692, ya que ambas provincias pertenecían a la misma jurisdicción en esa época.

## Servicios anteriores
Terán sirvió a la Corona española en Perú durante dos décadas. Posteriormente llegó a la Nueva España en 1681 como un diputado del consulado de Sevilla. Fue nombrado gobernador de la provincia de Sonora y Sinaloa en 1686, y sirvió en ese puesto unos cinco años. Como gobernador, desarrolló con éxito la industria minera y pacificó a los nativos americanos en esa zona.

## Expedición en Texas
Terán fue nombrado gobernador el 23 de enero de 1691, por el virrey Gaspar de la Cerda y Mendoza, conde de Galve.
Fue nombrado para supervisar la administración de Coahuila, Texas y las regiones adyacentes. Su papel como gobernador fue la creación de siete misiones para pacificar a los indios tejas (hoy caddo), así como por buscar y expulsar extranjeros que se hubieran asentado en territorio español, y catalogar la tierra, los recursos naturales y los pueblos de la zona.
La expedición de Terán y su compañía, acompañados por el padre Damián Massanet, partieron el 16 de mayo de 1691 desde Monclova, y cruzaron el rio Grande el 28 de mayo. El 13 de junio de 1691, Terán y su compañía acamparon en una ranchería en un arroyo llamado Yanaguana. Se cambió el nombre del arroyo a "San Antonio", porque era el día de San Antonio. Los miembros de la expedición nombraron los ríos de Texas que iban cruzando en su avance hacia el este. Al no lograr contactar con una conjunta expedición marítima en la actual bahía de Matagorda, surgieron las primeras diferencias entre Terán y Massanet. Terán deseaba permanecer acampado en el rio Colorado hasta ser reabastecido por mar, pero Massanet insistía en que no eran aceptables nuevos retrasos. Cuando llegaron a San Francisco de los Tejas, el gobernador renombró la región como Nuevo Reyno de la Montaña de Santander y Santillana. Terán siguió avanzando por el este de Texas hasta alcanzar los asentamientos caddo en el río Rojo  en diciembre de 1691.
En su viaje de regreso al sur, en el sitio de los evacuados Fort Saint Louis, Terán se encontró con Gregorio de Salinas Varona, quien le llevó nuevos órdenes para la exploración del país. Así, Terán tuvo que regresar al este de Texas, que ya había explorado el año anterior. La expedición experimentó una marcha difícil al volver a las misiones en el este de Texas, y una nueva y amarga disputa con Massanet se presentó sobre la incautación que hizo Terán de los animales de la misión para reemplazar a su manada de caballos empobrecida. Continuaron hasta a la bahía de Matagorda, adonde llegaron el 5 de marzo de 1692, donde Terán fue recibido por Juan Enríquez Barroto, quien le dio nuevas instrucciones del virrey para que explorase la parte baja del río Misisipí. Terán se embarcó para ese propósito, pero el mal tiempo le llevó a abandonar el proyecto y volver de regreso al puerto de Veracruz, donde Terán y su compañía llegaron el 15 de abril de ese año 1692. 
La expedición de Terán fue un completo fracaso ya que no estableció ninguna nueva misión entre los tejas ni logró recabar nueva información relevante sobre la región. Terán compiló un extenso informe en el que  defendió sus acciones y  detalló la situación deprimente que observó en el este de Texas.